# Peter Lorentzon
Peter Anders Lorentzon, född 11 maj 1973 i Alingsås, Älvsborgs län, är en svensk skådespelare.

## Filmografi (i urval)
- 2000 – Järngänget
- 2002 – Lika olika
- 2003 – De drabbade (TV-serie)
- 2003 – Flamingo
- 2003 – Om jag vänder mig om
- 2003 – Utan titel
- 2005 – Som man bäddar
- 2005 – Stockholm Boogie
- 2005 – Tjenare kungen
- 2006 – Container
- 2006 – Göta kanal 2 – Kanalkampen
- 2007 – Juni
- 2008 – Vi hade i alla fall tur med vädret – igen
- 2011 – Någon annanstans i Sverige
- 2011 – Avalon
- 2017 – Becker - Kungen av Tingsryd
- 2020 – Lyckoviken (TV-serie)

## Teater

### Roller (ej komplett)
| År   | Roll    | Produktion                                                                  | Regi                | Teater                                        |
| ---- | ------- | --------------------------------------------------------------------------- | ------------------- | --------------------------------------------- |
| 2000 | Wensdy  | Animals in Paradise Howard Barker                                           | Olof Lindqvist      | Malmö Dramatiska Teater/ Det Kongelige Teater |
| 2000 |         | Vår starke man - samhällets stöttepelare (Samfundets støtter) Henrik Ibsen  | Åsa Melldahl        | Malmö Dramatiska Teater                       |
| 2002 |         | Hatten är din Mats Kjelbye                                                  | Alexander Öberg     | Backa teater                                  |
| 2005 |         | Björnen (Медведь, Medved) Frieriet (Предложение, Predloženie) Anton Tjechov | Erik Ståhlberg      | Gunnebo slottsteater                          |
| 2006 |         | Ros mellan tänderna Christian Augrell                                       | Malin Stenberg      | Bohusläns teater                              |
| 2007 | Cléante | Den inbillade sjuke (Le Malade imaginaire) Molière                          | Sven-Åke Gustavsson | Gunnebo slottsteater Riksteatern              |
| 2025 | Janne   | Så länge bollen rullar - musikalen Martin Johansson, David Oest             | David Oest          | Lorensbergsteatern                            |